# زياد آيت أوكرام
زياد آيت أوكرام هو مصارع مغربي من مواليد 18 ديسمبر 1988. مثل أوكرام تونس في أولمبياد 2012 بلندن،.
و سيمثل المغرب في أولمبياد 2016 بريو دي جانيرو.

## روابط خارجية
- زياد آيت أوكرام على موقع قاعدة بيانات المصارعة الدولية (الإنجليزية)
- زياد آيت أوكرام على موقع قاعدة بيانات المصارعة الدولية (الإنجليزية)
- زياد آيت أوكرام على موقع اللجنة الأولمبية الدولية (الإنجليزية)
- زياد آيت أوكرام على موقع أوليمبيديا (الإنجليزية)

- Profile – International Wrestling Database
- NBC Olympics Profile